# کاندانهنا
کاندانهنا (به لاتین: Kandanhena) یک منطقهٔ مسکونی در سری‌لانکا است که در استان مرکزی (سری‌لانکا) واقع شده‌است.